# Enantiornithes
De Enantiornithes zijn een onderklasse van uitgestorven vogels waartoe de meeste vogelsoorten in het Krijt behoren.
De naam betekent 'omgekeerde vogels'. Enanti betekent 'omgekeerd' in het Grieks. Vaak wordt gedacht dat dit is afgeleid van het feit dat twee botjes in hun voet op omgekeerde manier vergroeid zijn, vergeleken met de moderne vogels, de Neornithes. In feite verwijst het naar de verbinding tussen twee botten in de schoudergordel, het schouderblad (scapula) en het ravenbeksbeen (coracoïed): in Enantiornithes is het gewrichtsvlak op de scapula concaaf en die op het ravenbeksbeen convex. In moderne vogels is het ravenbeksbeen concaaf en de scapula convex. Zie ook vogelskelet.
Veel 'omgekeerde vogels' hebben nog tanden. Een vertegenwoordiger van deze groep is Iberomesornis en vermoedelijk ook de Australische Nanantius.
De groep werd in 1981 benoemd door Cyril Alexander Walker. In 1998 gaf Paul Sereno een eerste cladistische definitie: de groep bestaande uit alle Ornithothoracines die dichter bij Sinornis staan dan bij de Neornithes. In 2005 verbeterde hij deze definitie tot: de groep bestaande uit Sinornis santanensis en alle soorten nauwer verwant aan Sinornis dan aan de huismus, Passer domesticus. Chiappe hanteert een definitie die verankerd is op Sinornis en Iberomesornis.
Een studie uit 2015 waarin een nog onbenoemd specimen uit Spanje beschreven werd, MCCMLH31444 dat weke delen bewaart, toonde aan dat de Enantiornithes reeds een volledige moderne huidondersteuning van de uiterste slagpennen bezaten, inclusief het bijbehorende spierstelsel. Dat is een sterke aanwijzing dat dit bij nog basalere vogels ontwikkeld is.
In 2018 werd uit Birma een jong dier gevangen in barnsteen gemeld, specimen DIP-V-15102, dat een in wezen moderne veeraanleg toont. In 2019 werd een exemplaar gevonden in barnsteen benoemd als een nieuwe soort: Elektorornis.

## Onderverdeling
Een mogelijke onderverdeling is de volgende, zoals samengesteld door Michael Mortimer in 2007 vanuit eerdere cladistische analyses:
- Enantiornithes
  - * Abavornis
  - * Catenoleimus
  - * Explorornis nessovi
  - * Sazavis
  - Wyleyia
  - 
    -  ? Cuspirostrisornis
    -  ? Largirostrornis
    -  ? Longchengornis
    - Vorona
    - Elsornis
    - 
      -  * Explorornis? walkeri
      - * Incolornis
      - * Nanantius
      - Protopterygidae
        - Noguerornis
        - 
          - Protopteryx
          -  ? Jibeinia

      - 
        -  * Alexornis
        - * Kizylkumavis
        - * Liaoxiornis
        - Iberomesornis
        -  Euenantiornithes
          - *?Cathayornis caudatus
          - * Eoenantiornis
          - * Gurilynia
          - * Lebanon
          - Longipterygidae
            - Longipteryx
            -  Longirostravis

          - 
            -  * Dalingheornis
            - IVPP V14238
            -  ? Jibeinia als volwassen vorm geïnterpreteerd
            - 
              -  * Enantiornis
              - * Halimornis
              - * Otogornis
              - 
                - *o Eocathayornis
                -  ? Dapingfangornis

              - 
                - 
                  -  Yungavolucris
                  - Hebeiornis
                  - LP-4450-IEI
                  - 
                    -  GMV 2158
                    -  GMV-2159

                - 
                  - Gobipterygidae
                    - Boluochia
                    -  Gobipteryx

                  -  Avisauridae
                    - Avisaurinae
                      - Avisaurus
                      -  Soroavisaurus

                    - Sinornis
                    - 
                      - Liaoningornithinae
                        - Eoalulavis
                        -  Liaoningornis

                      -  Concornithinae
                        - Concornis
                        -  Neuquenornis

Een opsomming kan gegeven worden door de volgende lijst:
- Basale Enantiornithes
  - Cerebavis (Rusland)
  - Dalingheornis (China)
  - Dapingfangornis (China)
  - Elsornis (Mongolië)
  - Eoalulavis (Spanje)
  - Gobipipus (Mongolië)
  - Houornis (China)
  - Iberomesornis (Spanje)
  - Jibeinia (China)
  - Liaoningornis (China)
  - Paraprotopteryx (China)
  - Protopteryx (China)
  - Qiliania (China)
  - Sazavis (Oezbekistan)
  - Xiangornis (China)

- Basale Euenantiornithes
  - Abavornis (Oezbekistan)
  - Alethoalaornis (China)
  - Alexornis (Mexico)
  - Catenoleimus (Oezbekistan)
  - Cathayornis (China)
  - Cratoavis (Brazilië, Onder-Krijt)
  - Elbretornis (Argentinië)
  - Enantiornis (Argentinië)
  - Eocathayornis (China)
  - Explorornis (Oezbekistan)
  - Flexomornis (Texas)
  - Fortunguavis (China)
  - Grabauornis (China)
  - Gracilornis (China)
  - Gurilynia (Mongolië)
  - Huoshanornis (China)
  - Incolornis (Oezbekistan)
  - Kuszholia (Oezbekistan)
  - Kizylkumavis (Oezbekistan)
  - Largirostrornis (China)
  - Lectavis (Argentinië)
  - Lenesornis (Oezbekistan)
  - Liaoxiornis (China)
  - Longchengornis (China)
  - Martinavis (Argentinië/Frankrijk/New Mexico)
  - Nanantius (Australië)
  - Noguerornis (Spanje)
  - Otogornis (China)
  - Parvavis (China)
  - Sinornis (China)
  - Yungavolucris (Argentinië)

- Avisauridae
  - Avisaurus (Argentinië/Montana)
  - Bauxitornis (Hongarije)
  - Concornis (Spanje)
  - Cuspirostrisornis (China)
  - Enantiophoenix (Libanon)
  - Halimornis (Alabama)
  - Intiornis (Argentinië)
  - Mirarce (Utah)
  - Mystiornis (Rusland)
  - Neuquenornis (Argentinië)
  - Soroavisaurus (Argentinië)

- Bohaiornithidae
  - Bohaiornis (China)
  - Longusunguis (China)
  - Parabohaiornis (China)
  - Shenqiornis (China)
  - Sulcavis (China)
  - Zhouornis (China)

- Gobipterygidae
  - Gobipteryx (Mongolië)
  - Vescornis (China)

- Longipterygidae
  - Boluochia (China)
  - Dapingfangornis (China)
  - Eoenantiornis (China)
  - Longipteryx (China)
  - Longirostravis (China)
  - Rapaxavis (China)
  - Shanweiniao (China)

- Pengornithidae
  - Eopengornis (China)
  - Pengornis (China)